# 埃洛迪·纳卡什
娜拉·埃洛迪·纳卡什（阿拉伯语：نهلة ائلودي نقاش；1995年1月20日—），摩洛哥女子职业足球运动员，司职中场，目前效力于塞尔维特足球俱乐部和摩洛哥国家女子足球队。她曾代表摩洛哥参加2022年非洲女子世界杯和2023年国际足联女子世界杯等多场国际赛事。